# Рагхунатх Мурму
Пандит Рагхунатх Мурму (5 или 18 мая 1905 — 1 февраля 1982) — сантальский индийский писатель

 и педагог, наиболее известный как изобретатель алфавита ол-чики, используемого в языке сантали.
Помимо сборников своих песен и пьес, Мурму также писал школьные учебники алфавитом ол-чики.

## Ранний период жизни
Рагхунатх Мурму родился в деревне Дандбосе 6,4 км от Райрангпура, княжество Маюрбхандж (ныне Одиша), 5 или 18 мая 1905, на праздник Байсат Кунами. Его отец, Нандлал Мурму, был старостой деревни, а его дядя по отцовской линии был мунши (писарь и языковед) при дворе короля Пратапа Чандры Бхандждео. В 1912 году он начал своё образование на языке одия в начальной школе Гамбхариа, в 3 км от своей деревни. Во время учёбы он задавался вопросом, почему школа не работает на языке, на котором он говорит, сантали.
В 1914 году он поступил в начальную школу Бахальда, в 7 км от своей деревни. В старшей школе в Барипаде он часто посещал близлежащие джунгли Капи Буру. Там же в 1925 году он и создал алфавит ол-чики, получив значительное вдохновение от природы: например, буква ᱫ (уд) основана на форме гриба, а буква ᱤ (длинная и) — на форме наклонённого дерева.
В 1928 году он сдал 10-й экзамен в Университете Патны и женился на Нухе Баски. Затем он начал работать подмастерьем на электростанции в Барипаде. После завершения обучения он отправился в Калькутту для получения технического образования. После завершения образования он поступил в колледж в Барипаде и в начальную школу Бадамталии в качестве учителя. Но он продолжал и уделять время развитию письма на языке сантали. В 1936 году он издал первую книгу на языке, сборник песен Хор Серенг. Впоследствии издавал газеты, пьесы, и учебники на языке своим алфавитом, разработав вместе со своим братом подходящий печатный станок.
Мурму скончался 2 февраля 1982 года.

## Почести
В 1956 году совет Адиваси княжества Маюрбхандж в штате Одиша удостоило Мурму звания «Гуру Гомке» (великий учитель).
В честь создания им алфавита Ол Чики, день полнолуния в мае, считающийся днём рождения Пандита Рагхунатха Мурму и называемый «Гуру Кунами», «Гуру Пурнима» или «Басант Кунами», был объявлен главой правительства Одиши в 2016 году «дополнительным праздником».